# Lombard Street (San Francisco)
Lombard Street er en øst-vestgående gade i San Francisco, Californien, USA. Den er mest berømt for en kort strækning med en mængde hårnålesving. 

## Generel beskrivelse
Lombard Street begynder ved Presidio Boulevard inden for grænserne af San Franciscos Presidio ikke langt fra Golden Gate Bridge. Herfra fører gaden mod øst gennem Cow Hollow området. På denne strækning frem til Van Ness Avenue er gaden en vigtig gennemfarts vej, og den er markeret som U.S. Highway 101. Ved Van Ness Avenue drejer U.S. 101 ad denne mod syd, mens Lombard Street fortsætter mod øst. 
Fra Van Ness Avenue fører Lombard Street gennem områderne Russian Hill og Telegraph Hill. Pået tidspunkt kommer vejen til at hedde Telegraph Hill Boulevard, men ved Montgomery Street kommer gaden igen til at hedde Lombard Street, og som sådan fortsætter den til sit slutpunkt ved The Embarcadero.

## Den snoede del
Den del af gaden, der har gjort den berømt, er en ganske kort strækning mellem Hyde Street og Leavenworth Street på Russian Hill. På denne korte strækning (ca. 400 meter) har gaden 8 hårnålesving, hvilket har givet anledning til betegnelsen "den mest snoede gade i verden". Dette er dog ikke korrekt. Lombard Street er end ikke den mest snoede gade i San Francisco. Den rekord indhaves af Vermont Street på en strækning mellem 20. og 22 Gade, i nærheden af San Francisco General Hospital. Denne er dog ikke nær så idyllisk, som Lombard Street, hvilket kan være årsag til, at det sidstnævnte, der bærer titlen.
Oprindeligt eksisterede disse hårnålesving ikke, men da gaden tidligere havde en hældning på mellem 27% og 35%, var den for stejl for de fleste køretøjer og for anstrengende for fodgængere. I 1923 blev vejen derfor omlagt til de nuværende hårnålesving, hvorved hældningen blev reduceret til 16%. Denne del af strækningen er nu gjort ensrettet i retning øst (ned ad bakken). Den er belagt med røde mursten og langs selve vejen er anlagt en trappe til fodgængere. Denne følger dog ikke hårnålesvingene. 
På strækningen er der i dag hastighedsbegrænsning på 5 miles (8 km) i timen. 
På toppen af bakken er det stoppested for Powell-Hyde kabelsporvognslinien, og førerne af San Franciscos berømte sporvogne, har udviklet en gåde, som de ofte stiller turister, når sporvognen de nærmer sig Lombard Street: "What it the most crooked street in the World?" ("Hvad er verdens mest krogede gade?"). Når der så svares "Lombard Street" replicerer sporvognsførerne "Nej Wall Street", henvisende til New Yorks berømte finanskvarter. Gåden spiller på et ordspil på engelsk fordi "crooked" både kan betyde "kroget" og "bedragerisk". 
Langs den snoede strækning, og også længere oppe i gaden (i retning mod Van Ness) omgives gaden af smukke, victorianske huse.

## Trafikale problemer
Gaden har givet anledning til en del trafikale problemer, fordi det var blevet en turistattraktion, at køre ned af denne. Dette førte i 1999 til nedsættelsen af en "Crooked Street Task Force", der skulle prøve at løse disse problemer. Beboerne havde foreslået, at gaden blev lukket for motorkøretøjer, men undersøgelsesgruppen kom til det resultat, at det ikke ville være lovligt at lukke gaden permanent. I stedet valgte man at indføre parkeringsforbud på gaden i sommerhalvåret og at spærre for østgående trafik på større helligdage. Samtidigt blev parkeringsbøderne i området sat betragteligt i vejret. 
Gruppen foreslog også, at der skulle indføres minibusser, der kunne transportere turister op ad gaden. Beboerne mente dog ikke, at denne idé ville have nævneværdig effekt, da attraktionen for mange turister netop var, selv at køre ned ad gaden.

## Væddeløb
En gang om året fra 2001 til 2007, nærmere bestemt Påskesøndag, blev der afholdt BYOBW væddeløb på den snoede del af gaden. BYOBW står for "Bring Your Own Big Wheel", og et et løb, hvor voksne kører væddeløb på trehjulede plasticbørnecykler ned af gaden. Siden 2008 har løbet været afholdt på Vermont Street.

## Eksterne referencer
- Om Lombard Street fra San Francisco Travel Arkiveret 15. oktober 2009 hos  Wayback Machine
- Om Lombard Street fra Go California Arkiveret 6. december 2007 hos  Wayback Machine

37°48′07″N 122°25′08″V / 37.801944444444°N 122.41888888889°V